# Andreas Möller
Andreas Möller (Frankfurt, 2 de setembro de 1967) é um ex-futebolista alemão que jogava de meio-campista. Com a seleção alemã, Möller foi campeão Mundial em 1990 e da Euro 96.

## Carreira
Seu primeiro clube profissional foi o Eintracht Frankfurt (1985–87, 1990–92, 2003–04), depois de transferiu para o Borussia Dortmund (1988–90, 1994–2000), passou pela Juventus (1992–94), e Schalke 04 (2000–03). Foi campeão da Copa da UEFA com a Juventus em 1993 e da Liga dos Campeões com o Dortmund em 1997. Pela Alemanha, Möller jogou 85 partidas, marcando 29 gols. Também jogou as copas de 1994 e 1998, e as Euro 88 , Euro 92.

## Títulos
Borussia Dortmund
- Bundesliga: 1994–95,  1995–96
- Copa da Alemanha: 1988–89
- Supercopa da Alemanha : 1989, 1995, 1996
- Liga dos Campeões da UEFA: 1996–97
- Copa Intercontinental: 1997

Juventus
- Copa da UEFA: 1992–93

Schalke 04
- Copa da Alemanha: 2000–01, 2001–02

Seleção Alemã
- Copa do Mundo FIFA: 1990
- US Cup:  1993
- Campeonato Europeu da UEFA: 1996

### Individuais
- Seleção da Bundesliga pela revista kicker: 1988-89, 1989-90, 1990-91, 1991-92, 1995-96, 2000-01
- Maior assistente da Bundesliga na temporada: 1989–90, 1995–96
- Objetivo do ano (Alemanha): 1991
- Melhor meia-ofensivo da Bundesliga pela revista kicker: 1990, 1991
- Melhor jogador da final da Copa Intercontinental: 1997